# Ocupação egípcia da Faixa de Gaza

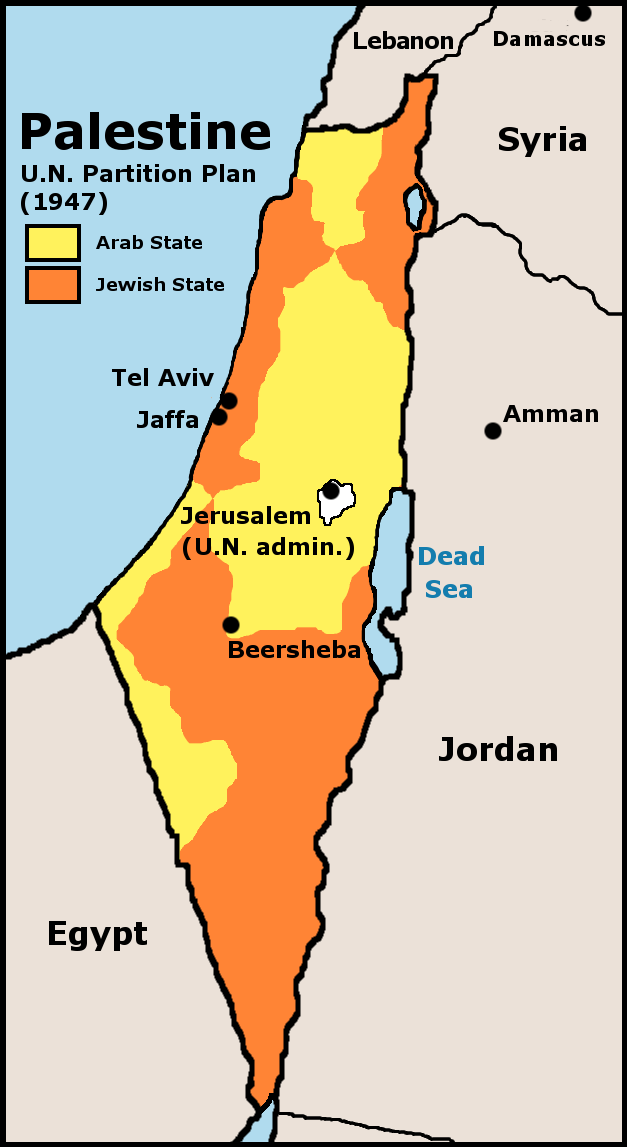
Mapa da ONU de 1947 do Plano de Partilha: A Faixa de Gaza foi designada como parte da proposta de Estados Árabes

A ocupação da Faixa de Gaza pelo Egito ocorreu entre 1947 e Outubro de 1956, e novamente a partir de março de 1957 a junho de 1967.

## 1948 e Partilha das Nações Unidas
Segundo as Nações Unidas, o Plano de Partilha de 1947, propondo uma partição do Mandato Britânico da Palestina, as áreas da Faixa de Gaza e da Cisjordânia iriam se tornar parte de um novo Estado árabe. No entanto, os membros árabes da ONU afirmaram que o plano era injusto e contrário à Carta das Nações Unidas, e que não iriam cumpri-lo, iniciando a Guerra árabe-israelense de 1948. O "Governo Toda-Palestina" foi reconhecido pelo Egito, Síria, Líbano, Iraque, Arábia Saudita e Iêmen, mas não pela Jordânia ou em qualquer outro país no mundo. No entanto, foi pouco mais do que uma fachada sob controle egípcio e teve influência insignificante ou financiamento. Aos palestinos que vivem na Faixa de Gaza ou no Egito foram emitidos os passaportes a "Toda-Palestina" até 1959, quando Gamal Abdel Nasser, presidente do Egito, anulou o governo de Toda-Palestina por decreto.
O controle egípcio da Faixa de Gaza foi confirmado pelo Armistício de 1949, acordos entre Israel e Egito, assinados em 24 de fevereiro. Os pontos principais foram:
- A linha de armistício foi elaborado ao longo da fronteira internacional (que remonta a 1906) em sua maior parte, exceto nas proximidades do Mar Mediterrâneo, onde o Egito permaneceu no controle de uma faixa de terra ao longo da costa, que ficou conhecida como a Faixa de Gaza.
- As forças egípcias sitiadas em Faluja foram autorizados a regressar ao Egito com suas armas, e a área foi entregue a Israel.
- Uma zona de fronteira de ambos os lados em torno al Uja-Hafeer (Nitzana) deveria ser desmilitarizada, e se tornar a sede da comissão de armistício bilateral.

## Rei Farouk, o general Naguib, e o presidente Nasser
Rei Faruk do Egito, foi derrubado em 1952 pelo Movimento dos Oficiais Livres
liderado pelo General Muhammad Naguib. Gamal Abdel Nasser lançou um golpe de Estado em 1954 e tornou-se primeiro-ministro e então presidente do Egito. Um defensor do pan-arabismo, defendeu uma união de todos os países árabes, incluindo a Palestina, e chamou para essa união, não só como um fim em si, mas como um meio que via como libertar a Palestina árabe ao derrotar o Estado de Israel. De acordo com esta ideologia, ele eliminou a ficção jurídica da "Toda-Palestina", com governo em Gaza, e criou a República Árabe Unida, juntamente com sua aliada a Síria.

## A Guerra do Suez 1956
De 1955 a 1956, o Egito tomou uma atitude cada vez mais hostil a Israel. Centenas de israelenses morreram em ataques de Fedayeens (ocupação egípcia) Gaza em território israelense.
Então, em 1956, o Egito bloqueou o Golfo de Aqaba, assumiu o controle nacional do canal de Suez, e bloqueou a navegação israelense - ambos ameaçando o jovem Estado de Israel e violando a Convenção do Canal de Suez de 1888. A França e o Reino Unido apoiaram Israel na sua determinação de que o canal deveria permanecer aberto a todas as nações, conforme a Convenção.
Em 29 de outubro de 1956, Israel invadiu a Faixa de Gaza e a Península do Sinai, dando inicio a Guerra do Suez. A pressão internacional liderada pelos Estados Unidos forçou a retirada israelense, em primeiro lugar do Sinai e, eventualmente, a partir de Gaza, mas Israel foi garantida a liberdade de acesso ao Mar Vermelho e o Canal de Suez e ação para acabar com os ataques em Gaza.
Em 1964, com o apoio de Nasser, a OLP foi criada, liderada por Ahmed Shukeiri. Yasser Arafat tornou-se uma figura proeminente da OLP, e eventualmente se tornou seu líder em 1969.

## Guerra dos Seis Dias
Em 5 de junho de 1967, em uma atmosfera política superaquecida, semanas depois de o Egito bloquear o estreito de Tiran e cortar a navegação israelense, Israel lançou um ataque contra o Egito, dando início à Guerra dos Seis Dias. Rapidamente derrotou os Estados árabes vizinhos e tomou o controle da Faixa de Gaza, entre outras áreas. Houve pressão internacional para que Israel se retirasse dos territórios ocupados e, em 22 de novembro de 1967, o Conselho de Segurança da ONU aprovou a Resolução 242, da qual deriva a doutrina Terra por paz, que defende a retirada israelense dos territórios capturados em 1967, em troca da paz com seus vizinhos árabes.

## Paz Israel-Egito
Em 1978, Israel e Egito assinaram o histórico Acordos de Camp David (1978) que pôs fim oficial à contenda entre eles. A segunda parte dos acordos foi um quadro para o estabelecimento de um regime autônomo na Cisjordânia e na Faixa de Gaza. O Egito, portanto, sinalizou um fim a qualquer ambição de controlar a Faixa de Gaza em si; a partir de então, o status da Faixa de Gaza seria discutido como parte da questão mais geral das propostas de um Estado palestino.